# Petersburg (Indiana)
Petersburg és una població dels Estats Units a l'estat d'Indiana. Segons el cens del 2000 tenia 2.570 habitants.

## Demografia
Segons el cens del 2000, Petersburg tenia 2.570 habitants, 1.092 habitatges, i 670 famílies. La densitat de població era de 679,6 habitants/km².
Dels 1.092 habitatges en un 24,7% hi vivien nens de menys de 18 anys, en un 47,1% hi vivien parelles casades, en un 11,1% dones solteres, i en un 38,6% no eren unitats familiars. En el 35,5% dels habitatges hi vivien persones soles el 17,9% de les quals corresponia a persones de 65 anys o més que vivien soles. El nombre mitjà de persones vivint en cada habitatge era de 2,24 i el nombre mitjà de persones que vivien en cada família era de 2,88.
Per edats la població es repartia de la següent manera: un 21,6% tenia menys de 18 anys, un 7,5% entre 18 i 24, un 26,7% entre 25 i 44, un 23,4% de 45 a 60 i un 20,9% 65 anys o més.
L'edat mediana era de 41 anys. Per cada 100 dones de 18 o més anys hi havia 88,4 homes.
La renda mediana per habitatge era de 27.054$ i la renda mediana per família de 37.460$. Els homes tenien una renda mediana de 31.510$ mentre que les dones 21.042$. La renda per capita de la població era de 15.158$. Entorn del 6,7% de les famílies i l'11,6% de la població estaven per davall del llindar de pobresa.

## Poblacions més properes
El següent diagrama mostra les poblacions més properes.